# Invaginatie (inschuiving)

Een darminvaginatie (schematisch)

Invaginatie, medisch intussusceptie, is het inschuiven van een (lichaams)deel binnen zichzelf of een ander deel van een structuur. Bij een darminvaginatie treedt een verminderde bloedstroom in het betreffende deel van het maag-darmstelsel op, waardoor het darmdeel door gebrek aan zuurstof afsterft. Het kan ook dat voedsel minder goed doorstroomt en er een constipatie ontstaat. Soms kan een deel weer terugschuiven waardoor de blokkering verdwijnt. Mogelijke oorzaken van darminvaginatie zijn een divertikel, een poliep, een tumor en andere darmafwijkingen.